# Zápy
Zápy är en köping i Tjeckien.   Den ligger i regionen Mellersta Böhmen, i den centrala delen av landet, 20 km öster om huvudstaden Prag. Zápy ligger 210 meter över havet och antalet invånare är 634.
Terrängen runt Zápy är platt. Runt Zápy är det tätbefolkat, med 343 invånare per kvadratkilometer. Närmaste större samhälle är Žižkov, 18,7 km sydväst om Zápy. I omgivningarna runt Zápy växer i huvudsak blandskog.